# Temporada de furacões no Atlântico de 1896
A temporada de furacões no Atlântico de 1896 foi bastante inativa, mas produziu um dos furacões mais caros a atingir os Estados Unidos até aquele momento, junto com vários outros ciclones tropicais destrutivos. A temporada começou no início de julho com um furacão no Golfo do México e terminou no final de novembro com uma tempestade tropical lenta sobre as Pequenas Antilhas. Dos sete sistemas documentados da temporada, acredita-se que seis se tornaram furacões e dois se intensificaram em grandes furacões - a equivalência da categoria 3 ou superior na escala Saffir-Simpson moderna. Todos, exceto um dos sistemas, afetaram diretamente a terra em algum grau; O furacão "Seis" permaneceu em águas abertas e representou uma ameaça apenas para as rotas marítimas. Além disso, uma possível tempestade foi identificada na costa da Carolina do Norte em 28 e 29 de agosto, mas os esforços modernos de reanálise não encontraram evidências suficientes para classificá-la como um ciclone tropical. Os sistemas tropicais na temporada de 1896 mataram pelo menos 286 pessoas e infligiram mais de $ 10 milhões (1896 USD ) em danos.
O primeiro furacão atingiu a costa do Panhandle da Flórida em 7 de julho, causando danos causados pelo vento e inundações costeiras em Pensacola e destruindo barcos no porto. Nenhuma atividade foi observada até o final de agosto, quando um furacão provocou inundações generalizadas em Porto Rico. Depois de se mover para o norte, esta tempestade atingiu o leste da Nova Inglaterra. O furacão "Três" evitou a terra, mas a sua periferia externa gerou rajadas de vento nos Outer Banks da Carolina do Norte. Em 29 de setembro, o veloz furacão "Quatro" se tornou um dos furacões mais caros já registrados nos Estados Unidos na época, depois de inundar Cedar Keys, na Flórida, com uma grande maré de tempestade e, posteriormente, causar extensa devastação no leste dos Estados Unidos. O furacão causou 202 mortes e mais de US$ 9 milhões em danos em oito estados, além de Washington, DC e dos Grandes Lagos. Cerca de duas semanas depois, o furacão "Cinco" quase atingiu a costa leste dos Estados Unidos, causando inundações costeiras substanciais e destruição de propriedades à beira-mar. Pouco se sabe sobre o sexto furacão da temporada, que nunca afetou a terra. Chuvas torrenciais associadas à última tempestade tropical da temporada provocaram inundações mortais em Montserrate, onde quase 50 pessoas morreram afogadas e muitas outras perderam suas casas.

## Sistemas

### Furacão Um
O primeiro ciclone tropical documentado da temporada de 1896 tem origens pouco claras. Embora sua trilha oficial no banco de dados de furacões no Atlântico do National Hurricane Center mostre um caminho para noroeste sobre Cuba, mapas contemporâneos do United States Weather Bureau indicaram formação no oeste do Golfo do México, e reportagens discutiram um movimento para leste de a tempestade. Além disso, nenhum clima severo foi observado em Cuba durante o mês de julho. Em qualquer caso, a tempestade provavelmente se intensificou em um furacão em 5 de julho e, por volta do meio-dia de 7 de julho, atingiu a costa no Panhandle da Flórida, a leste de Pensacola, com intensidade de categoria 2. Ao chegar à costa, o furacão produziu ventos fortes de até 160 km/h (100 mph). A tempestade enfraqueceu rapidamente à medida que se movia para o interior e, após seguir para o norte por cinco dias, seus remanescentes se dissiparam perto da baía de Baffin em 12 de julho.
Danos generalizados foram relatados em Pensacola e ao longo da costa, com as embarcações sofrendo as maiores perdas. No porto da cidade, a tempestade afundou nove barcos de pesca, danificou duas barcas e um brigue e destruiu várias embarcações menores. Os ventos danificaram chaminés, placas, toldos, cabos aéreos e alguns edifícios em toda a cidade. Cerca de 35 casas foram abertas, junto com várias lojas, um hotel e uma igreja. As árvores caídas tornaram as ruas intransitáveis, e as ferrovias perto da costa foram destruídas. O dano total na cidade foi estimado em $ 100.000. À medida que a tempestade se movia para o interior, rajadas de vento e fortes chuvas se estenderam a partes do Alabama, Geórgia, Carolinas e sul da Virgínia. A precipitação atingiu um pico de 3,000 mm (120 in) em Greenwood, Carolina do Sul. Na manhã de 8 de julho, faixas de chuva no lado leste da tempestade geraram um tornado no condado de Halifax, Carolina do Norte, que matou uma pessoa e destruiu várias casas. Vários outros tornados se desenvolveram na Virgínia no final do dia, causando cinco feridos e danos dispersos.

### Furacão Dois
Furacão San Ramón de 1896
Em 30 de agosto, uma tempestade tropical se materializou a leste das Pequenas Antilhas, em direção noroeste. Na noite seguinte, atingiu a costa sul de Porto Rico como um furacão de categoria 2, acompanhado de fortes chuvas e ventos. A tempestade passou ao norte de Hispaniola e Cuba nos dias seguintes, levando ventos com força de tempestade tropical para as ilhas. Na noite de 6 de setembro, enquanto estava perto das Bahamas, um navio a vapor cruzou o centro do furacão e registrou uma pressão barométrica de 2,824 inHg (95,600 mbar). Isso corresponde a ventos máximos sustentados de 185 km/h (115 mph), ou um grande furacão de categoria 3, que representa o pico de intensidade da tempestade. O navio sofreu grandes danos e perdeu um membro da tripulação ao cair no mar. Seguindo geralmente para o norte, a tempestade enfraqueceu para intensidade mínima de furacão antes de atingir o leste de Massachusetts em 10 de setembro, com 130 km/h (80 mph) ventos máximos sustentados estendendo-se até um raio de 56 km (35 mi) do centro. Ventos sustentados com força de furacão foram observados em Rhode Island e Massachusetts quando a tempestade se moveu para a costa. O sistema fez a transição para um ciclone extratropical logo em seguida.
Vários rios em Porto Rico transbordaram, levando a grandes inundações. Cinco casas foram destruídas ao longo da costa de Juana Díaz, e ventos fortes causaram danos isolados na F1 na escala Fujita. Mais tarde, a tempestade gerou ventos fortes ao longo da costa nordeste dos Estados Unidos, de Nova Jersey ao leste da Nova Inglaterra, causando estragos em propriedades à beira-mar e pequenas embarcações. As fortes marés de tempestade inundaram ruas, cais e porões ao longo da costa, enquanto mais para o interior, ventos fortes danificaram as plantações e despojaram os pomares de suas frutas. Rajadas de vento chegaram a 130 km/h (80 mph) em Point Judith, Rhode Island, onde cinco embarcações foram destruídas e 121 km/h (75 mph) em Block Island. Em Providence, a tempestade derrubou os fios de comunicação e alojou vários iates contra a costa. Ao norte, quatro saveiros afundaram na Baía de Dorchester. Em Boston, a tempestade causou pequenos danos causados pelo vento, principalmente limitados a chaminés, cercas e placas. Em 14 de setembro, uma barca italiana atingida chamada Monte Tabor encalhou em um banco de areia ao largo de Cabo Cod depois de enfrentar o furacão vários dias antes. Sete tripulantes do navio chegaram com segurança à costa, mas, inexplicavelmente, três outros - incluindo o capitão - cometeram suicídio ao encalhar.

### Furacão Três
Uma tempestade incomumente grande se formou a leste das Pequenas Antilhas em 18 de setembro. Seguiu para noroeste e, em 22 de setembro, foi observada uma queda na pressão do ar em Havana, Cuba, cerca de 800 km (500 mi) a sudoeste do centro da tempestade. Vários navios encontraram o furacão na Corrente do Golfo em 23 de setembro, sendo que um deles sofreu danos em suas velas. O furacão recurvou para o nordeste longe da costa leste dos Estados Unidos, mas ainda produziu rajadas de vento do nordeste de até 93 km/h (58 mph) em Kitty Hawk, Carolina do Norte, e 82 km/h (51 mph) no Cabo Hatteras, cerca de 480 km (300 mi) a noroeste do furacão. Embora sua intensidade e trajetória não sejam certas, o banco de dados de furacões no Atlântico rastreia a tempestade até a dissipação ao sul da Islândia em 28 de setembro.

### Furacão Quatro
O furacão Cedar Keys de 1896
O ciclone tropical mais destrutivo da temporada e um dos furacões mais caros a atingir os Estados Unidos na época, passou pelas Ilhas Sotavento como uma tempestade tropical em 22 de setembro e se moveu para o oeste pelo Mar do Caribe ao sul de Hispaniola e Jamaica. Intensificando-se em um grande furacão de categoria 3, a tempestade atravessou o Canal de Iucatã em 28 de setembro e acelerou em direção ao norte-nordeste. No início da manhã de 29 de setembro, o furacão atingiu Cedar Keys, na Flórida, e moveu-se para o interior do condado de Levy. O pequeno mas intenso furacão acelerou para o norte através do norte da Flórida e sul da Geórgia; seu movimento rápido permitiu que mantivesse muito da sua severidade sobre a terra. Ventos extremamente fortes acompanharam o furacão a leste de sua trajetória pelos estados do Médio Atlântico, e uma faixa de chuva forte caiu a oeste, do norte da Carolina do Norte ao sul da Pensilvânia. Ao se tornar extratropical, a tempestade atingiu Washington, DC, no final de 29 de setembro, e depois de cruzar o centro da Pensilvânia, dissipou-se perto do Southern Tier de Nova Iorque. Seus remanescentes se fundiram com outra área de baixa pressão sobre os Grandes Lagos.
O Cedar Keys foi atingido por um devastador maré de tempestade 32 m (105 ft) que destruiu edifícios, destruiu a ferrovia de conexão com o continente e submergiu totalmente as ilhas menores e periféricas, onde 31 pessoas morreram. Ventos fortes destruíram muitos dos cedros vermelhos que desempenhavam um papel importante na economia da região, e vários moinhos de cedro foram severamente danificados ou destruídos. No interior da Flórida, o furacão devastou muitas comunidades, deixando milhares de desabrigados. Poucas casas ou empresas ficaram de pé nas áreas mais atingidas. No norte da Flórida e no sul da Geórgia, o furacão destruiu milhões de acres de florestas de pinheiros, o que prejudicou a indústria local de terebintina. Em Savannah, na Geórgia, uma rajada de ventos violentos de 45 minutos derrubou milhares de estruturas e deixou os parques em estado de desordem. Os danos aos assentamentos marítimos e costeiros nas Ilhas do Mar foram extensos.
À medida que o furacão avançava para o norte, cidades e distritos agrícolas sofreram grandes danos na Virgínia. As inundações repentinas no vale de Shenandoah culminaram no rompimento de uma barragem de terra a montante de Staunton, desencadeando uma torrente de água que varreu as casas de suas fundações e devastou o distrito comercial da cidade. Em Washington, DC, milhares de árvores foram arrancadas ou quebradas, as comunicações foram cortadas e rajadas localizadas de rajadas violentas danificaram muitos edifícios públicos e privados. Muitas árvores, algumas de importância histórica, foram derrubadas no terreno da Casa Branca. Na Pensilvânia, chuvas torrenciais e fortes rajadas de vento produziram destruição generalizada, destruindo ferrovias nas áreas ocidentais enquanto demoliam centenas de celeiros no condado de Lancaster e arredores. A tempestade demoliu uma ponte de 1,640 m (5,390 ft) sobre o rio Susquehanna, enquanto o campo de batalha de Gettysburg perdeu centenas de árvores, algumas das quais pousaram em monumentos históricos. Ventos devastadores derrubaram árvores e linhas de energia em todo o nordeste dos Estados Unidos, e os remanescentes extratropicais do furacão causaram estragos na navegação nos Grandes Lagos. Ao longo do caminho da tempestade, ela causou pelo menos 202 mortes, e causou mais de $ 9,6 milhões em danos.

### Furacão Cinco
O Furacão da Costa Leste de 1896
Este ciclone foi observado pela primeira vez no sul do Golfo do México como uma fraca tempestade tropical em 7 de outubro. Ele seguiu em direção leste-nordeste e atingiu a costa em uma região pouco povoada do sudoeste da Flórida por volta das 00:02 UTC de 9 de outubro. Depois de cruzar a Península da Flórida, virou mais para o nordeste e se intensificou gradualmente. O furacão excepcionalmente lento atingiu seu pico de intensidade no início de 11 de outubro, com ventos máximos estimados de 160 km/h (100 mph). Pouco tempo depois, fez a sua maior aproximação ao Cabo Hatteras, Carolina do Norte, passando aproximadamente 185 km (115 mi) a sudeste. Por vários dias, o furacão varreu a costa da Virgínia ao sul da Nova Inglaterra com rajadas de vento com força de furacão. A tempestade tornou-se extratropical às 00:00 UTC de 14 de outubro e atingiu a costa central da Nova Escócia antes de se dissipar em 16 de outubro.
A tempestade geralmente teve efeitos menores na Flórida, principalmente limitados a inundações costeiras em porções do nordeste do estado. A costa do meio do Atlântico experimentou marés de tempestade que inundaram e erodiram fortemente a Ilha de Cobb, parte das Ilhas Barreiras da Virgínia. Hotéis e chalés foram amplamente danificados. A tempestade reivindicou cerca de 50 acres (20 ha)    da Ilha Cobb's, reduzindo seu tamanho em dois terços; posteriormente, os habitantes abandonaram a ilha e seu uso como resort acabou. Ao longo da costa da Jérsia, ferrovias baixas foram inundadas, calçadões foram destruídos e muitas casas de praia sofreram danos. O furacão causou danos de US$ 200.000 a instalações costeiras em Coney Island, em Nova Iorque. Ao norte, rajadas de vento de até 130 km/h (80 mph) afetou o leste da Nova Inglaterra, onde os interesses de navegação foram fortemente afetados pela tempestade. Três marinheiros morreram quando uma escuna encalhou ao longo da costa de Delaware, e outra foi lançada ao mar enquanto lutava contra o mar agitado no mar. O dano total foi de $ 500.000.

### Furacão Seis
Pouco se sabe sobre a sexta tempestade da temporada, que foi observada pela primeira vez perto de9° N, 44° O em 17 de outubro e se intensificou em um furacão moderado enquanto vagava pelo Atlântico aberto por duas semanas. Foi notado pela última vez perto 36° N, 35° O em 9 de novembro. Em 28 de outubro, um navio foi danificado por uma forte tempestade ou possível tornado, acompanhado de trovões e relâmpagos frequentes, cerca de 1,300 km (800 mi) a noroeste da rota estimada da tempestade. Este incidente pode ter sido relacionado ao furacão se fosse excepcionalmente grande e representa a única observação existente da tempestade que os esforços modernos de reanálise foram capazes de descobrir.

### Tempestade tropical Sete
O sistema documentado final de 1896 formou-se no extremo sul das Ilhas de Barlavento em 27 de novembro. À medida que a tempestade seguia lentamente para o norte, chuvas torrenciais e ventos fortes se espalharam por Trindade, São Vicente e Barbados. Vários dias de chuva sobre Montserrate culminaram em uma "ruptura de nuvens" no final de 28 de novembro, com melhores condições relatadas na manhã seguinte. A tempestade permaneceu abaixo da intensidade do furacão e foi observada pela última vez em 29 de novembro, pouco mais de 160 km (100 mi) a nordeste de Anguilla. Nas ilhas afetadas, fortes precipitações provocaram inundações repentinas ao longo dos riachos das montanhas e nos vales, destruindo plantações e propriedades. As plantações de algodão, café e açúcar sofreram danos significativos.
Em Montserrate, uma plantação registrou pelo menos 53,700 mm (2,115 in) de chuva em 21 horas, embora o pluviômetro tenha transbordado entre cada uma das três observações, impedindo a obtenção de um total preciso. Especulou-se que vários pés de chuva podem ter caído localmente em certas encostas, como evidenciado por deslizamentos de terra que varreram árvores, pedras e grandes volumes de terra. Trinta e uma pessoas morreram afogadas em Plymouth depois que suas casas foram arrastadas para o mar. As estradas foram destruídas em muitos lugares e as torrentes supostamente destruíram todas as pontes da ilha, exceto uma. No total, 46 pessoas morreram afogadas nas enchentes, enquanto muitas outras ficaram desabrigadas. O secretário de Estado das Colônias, Joseph Chamberlain, estimou os danos monetários em £ 10.000 ($ 49.000). A destruição foi agravada por uma série de terremotos que começaram durante a passagem da tempestade. Um navio chamado Grecian, com destino a Trinidad para Londres, Inglaterra, encalhou em uma seção rochosa da costa de Montserrate. Vinte e nove dos 30 tripulantes morreram no naufrágio; o único sobrevivente foi o primeiro imediato, que alcançou terreno sólido agarrando-se a um pedaço de entulho flutuante e caminhando vários quilômetros para o interior.